# Exalbidion dotanum
Exalbidion dotanum är en spindelart som först beskrevs av Banks 1914.  Exalbidion dotanum ingår i släktet Exalbidion och familjen klotspindlar. Inga underarter finns listade i Catalogue of Life.